# О рыбаке и его жене

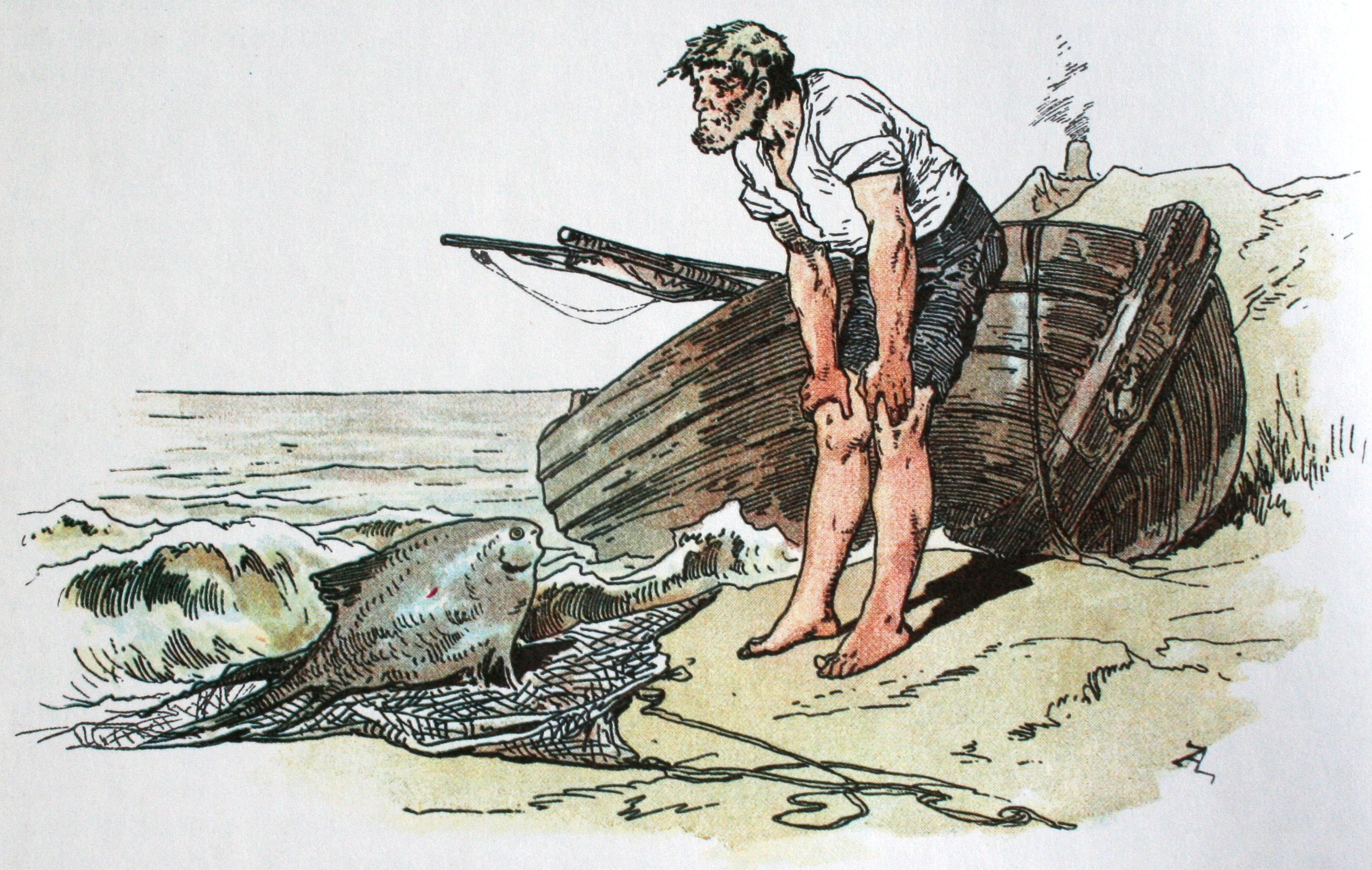
Рыбак говорит с камбалой (иллюстрация Александра Цика)

«О рыбаке и его жене» (нем. Vom Fischer und seiner Frau) — сказка братьев Гримм (KHM 19) померанского происхождения о заколдованной рыбке, исполняющей желания, рыбаке и его ненасытной жене, которая в итоге наказывается за свою жадность. По системе классификации сказочных сюжетов Aарне-Томпсона, имеет номер 555: «Рыбак и его жена».

## Сюжет
Рыбак, который живёт со своей женой Ильзебиль в бедной лачужке, однажды вылавливает в море камбалу, которая оказывается заворожённым принцем и вежливо просит отпустить её в море, что рыбак охотно и исполняет. Когда об этом слышит Ильзебиль, то спрашивает мужа, не попросил ли он что-нибудь в обмен на свободу рыбы, и заставляет его вызвать камбалу снова, чтобы пожелать себе жилище получше. Волшебная рыба тотчас исполняет это желание.
Однако вскоре Ильзебиль вновь посылает мужа потребовать от камбалы каменный замок, затем последовательно желает стать королевой, кайзером (то есть императором) и римским папой. С каждой просьбой рыбака к камбале всё сильнее мрачнеет и бушует море. Всякий раз, приходя к берегу, рыбак зовёт рыбку словами:

Рыба, рыбка, рыбинка,

Ты, морская камбала!

С просьбою к тебе жена

Против воли шлёт меня!
Оригинальный текст (нижненем.)Manntje, Manntje, Timpe Te,

Buttje, Buttje in der See,

myne Fru de Ilsebill

will nich so, as ik wol will.

Рыбка исполняет все её желания, но когда Ильзебиль хочет стать Господом Богом, то камбала всё возвращает к прежнему состоянию — к жалкой лачужке.

## Происхождение и анализ сюжета
Сказка записана братьями Гримм на диалекте Передней Померании, по мотивам сказки Филиппа Отто Рунге. Согласно первоисточнику действие происходит в области Вольгаст.
Вероятно, камбала в древности имела в Померании функции морского божества, и таким образом сказка является отголоском утраченной мифологии. Мораль повествования представлена в виде притчи, отсылающей к народной мудрости, а именно: ненасытность и чрезмерные запросы наказываются потерей всего.

## Интерпретации сюжета
Современники интерпретировали историю как сатиру на Наполеона и его семью. Психоаналитик Отто Гросс понимает поведение главных героев как выраженную волю к власти, присущей патриархальному обществу, и выделяет мысль сказки о том, что «только Бог даёт гарантию от чужого вмешательства в самое сокровенное, в сердце человека».
Постановки сказки неоднократно обыгрывались в немецких театрах. Эти сценические адаптации вдохновили современные психосоциальные интерпретации отношений между мужчиной и женщиной. При этом анализировался и характер рыбака: так как муж дословно исполняет желания своей жены и избегает дискуссии с ней вместо того, чтобы пытаться обратиться к её внутренним потребностям и мотивам, он тем самым пренебрегает своей спутницей. Это только усиливает её внутреннее беспокойство, недовольство и чрезмерность.
Для Гюнтера Грасса сказка стала отправной точкой в его романе «Камбала» (1977), который рассматривает вопрос о виновности феминизма в нескольких эпизодах каменного века, проходя через период романтики вплоть до современности. Ханс Еллоушек издал свою интерпретацию: «Wie man besser mit den Wünschen seiner Frau umgeht. Das Märchen vom Fischer und seiner Frau» («Как лучше справляться с пожеланиями своей жены. Сказка о рыбаке и его жене»).

## Варианты сюжета
Считается, что на сюжете братьев Гримм основано произведение Александра Пушкина «Сказка о рыбаке и рыбке», где образ камбалы сменяется золотой рыбкой. Там же требования жены начинаются с починки «разбитого корыта», а заканчиваются желанием стать «владычицей морскою». В записях Пушкина сохранился также текст, не вошедший в окончательную редакцию сказки, в котором старуха, как и в сказке братьев Гримм, хочет стать «римскою папой».  
Похожий сюжет можно видеть и в древних индийских ведах. Однажды, гласит легенда, «...некий МУДРЕЦ по имени Ману совершал омовение и обнаружил в своей ладони маленькую рыбку, которая попросила сохранить ей жизнь. Пожалев ее, он запустил рыбку в кувшин. Однако на следующий день она так выросла, что ему пришлось отнести ее в озеро. Вскоре озеро тоже оказалось маловато. «Брось меня в море, - сказала рыба, бывшая в действительности воплощением бога Вишну, - мне будет удобнее.» Затем Вишну предупредил Ману о грядущем Потопе. Он прислал ему большой корабль и велел погрузить в него по паре всех живых существ и семена всех растений, а потом сесть туда самому.»

## В астрономии
В честь персонажа сказки старухи Ильзебилль назван астероид (919) Ильзебилль, открытый 30 октября 1918 года немецким астрономом Максом Вольфом в Гейдельбергской обсерватории.